# Боголепов, Дмитрий Петрович
Боголе́пов Дми́трий Петро́вич (30 июня [12 июля] 1885, Москва — 8 мая 1941, Москва) — русский и советский экономист и политический деятель, председатель Временного президиума МГУ.

## Биография
Родился 30 июня (12 июля) 1885 года в Москве в семье потомственного почётного гражданина, учителя и инспектора училищ Тверской губернии Петра Андреевича Боголепова (сына сельского священника).

### Образование
Окончив в 1904 году с золотой медалью 7-ю Московскую гимназию, поступил в Санкт-Петербургский политехнический институт. Проучившись там год, перешёл на юридический факультет Московского университета, который окончил в 1909 году с дипломом 1-й степени и был оставлен на кафедре финансового права для приготовления к профессорскому званию. В 1913 году сдал магистерский экзамен по финансовому праву и политической экономии и был утвержден в должности приват-доцента. Работу на юридическом факультете Московского университета совмещал с чтением курса лекций «Банковское дело» в Московском частном юридическом институте.

### В партии большевиков
В 1907 году вступил в РСДРП вместе с другими участниками марксистского кружка, среди которых были В. В. Оболенский, В. М. Смирнов, В. М. Фирсов. В 1914—1915 гг. работал в социал-демократической фракции IV Государственной думы, затем сотрудничал в социал-демократических периодических изданиях. В 1917 году работал в «Социал-Демократе», «Правде» и др. большевистских газетах. Лично познакомился с В. И. Лениным в 1917 году, во время проведения Апрельской конференции, где Боголепов участвовал в работе комиссии по выработке тезисов.

Был делегатом VI съезда РСДРП(б).
После Октябрьской революции включился в активную работу в советских финансовых органах: уже 17 ноября 1917 года постановлением Совнаркома он был назначен помощником наркома финансов и директором департамента Государственного казначейства. Участвовал в работе Конституционной комиссии, выработавшей в июле 1918 года первую Советскую Конституцию. В 1918 году входил в группу левых коммунистов. В 1919—1920 гг. был командирован сначала в наркомат финансов Украины, а затем в Туркестанскую республику для организации там банковско-финансовой структуры.

### Ректор МГУ
В 1920 году, когда Советское правительство всерьез занялось реформированием системы высшего образования с целью поставить её под контроль государства, Дмитрий Петрович принял в этом активное участие.
План университетской реформы Наркомпроса заключался в замене традиционной системы управления университетами через Советы университетов и избиравшихся ими ректоров на новые коллегиальные органы, ведающие как учёно-учебной, так и хозяйственно-административной жизнью Временные президиумы университетов. Председателем Временного президиума (или ректором) в Московском университете был назначен Боголепов.
Действия нового главы университета опирались на директивы В. И. Ленина, данные ему при личной беседе в конце 1920 года, сформулированные в воспоминаниях самого Дмитрия Петровича в трех пунктах: 1) наука только для бедных; 2) уничтожение «свободы преподавания», преподавательская работа «по нашим указаниям»; 3) улучшение материального положения работников МГУ.
Планы Наркомпроса по большинству позиций вызвали сопротивление основной массы профессоров и преподавателей университета. Для проведения в жизнь новых принципов Временный президиум оказался для его председателя органом чересчур консервативным, и он вскоре сформировал на его базе так называемый Малый президиум, сосредоточивший в своих руках основные полномочия. В своей борьбе с факультетскими собраниями Боголепов использовал им же созданную учебно-ученую комиссию во главе с профессором А. К. Тимирязевым. Административно-хозяйственную комиссию возглавил проф. К. П. Яковлев.
В краткий период своего ректорства, Дмитрий Петрович и Временный президиум, на который он опирался, успели провести в жизнь следующие начинания: осенью 1920 г. была открыта первая партийная школа в Московском университете, положившая начало организованной системе партийного просвещения; в ноябре того же года было утверждено Положение о премировании ученых и организована «Комиссия по улучшению быта и условий жизни ученых, профессоров и преподавателей»; в самом начале 1921 г. на основании декрета Совнаркома «О плане организации факультетов общественных наук» получил новое развитие Факультет общественных наук МГУ, где появилось 7 отделений: общественно-педагогическое, правовое, экономическое, внешних сношений, статистическое, литературно-художественное, этнолого-лингвистическое. Была оказана интернациональная помощь в организации Туркестанского университета. По декрету Совнаркома РСФСР от 10 марта 1921 г. при Наркомпросе учреждался Плавучий морской институт «для всестороннего и планомерного исследования северных морей», в работе которого активно участвовали ученые-зоологи Московского университета.
Однако методы излишнего администрирования не только вызывали сопротивление старой профессуры, но и создали Боголепову репутацию разрушителя науки, что вскоре привело к его отставке с поста ректора.

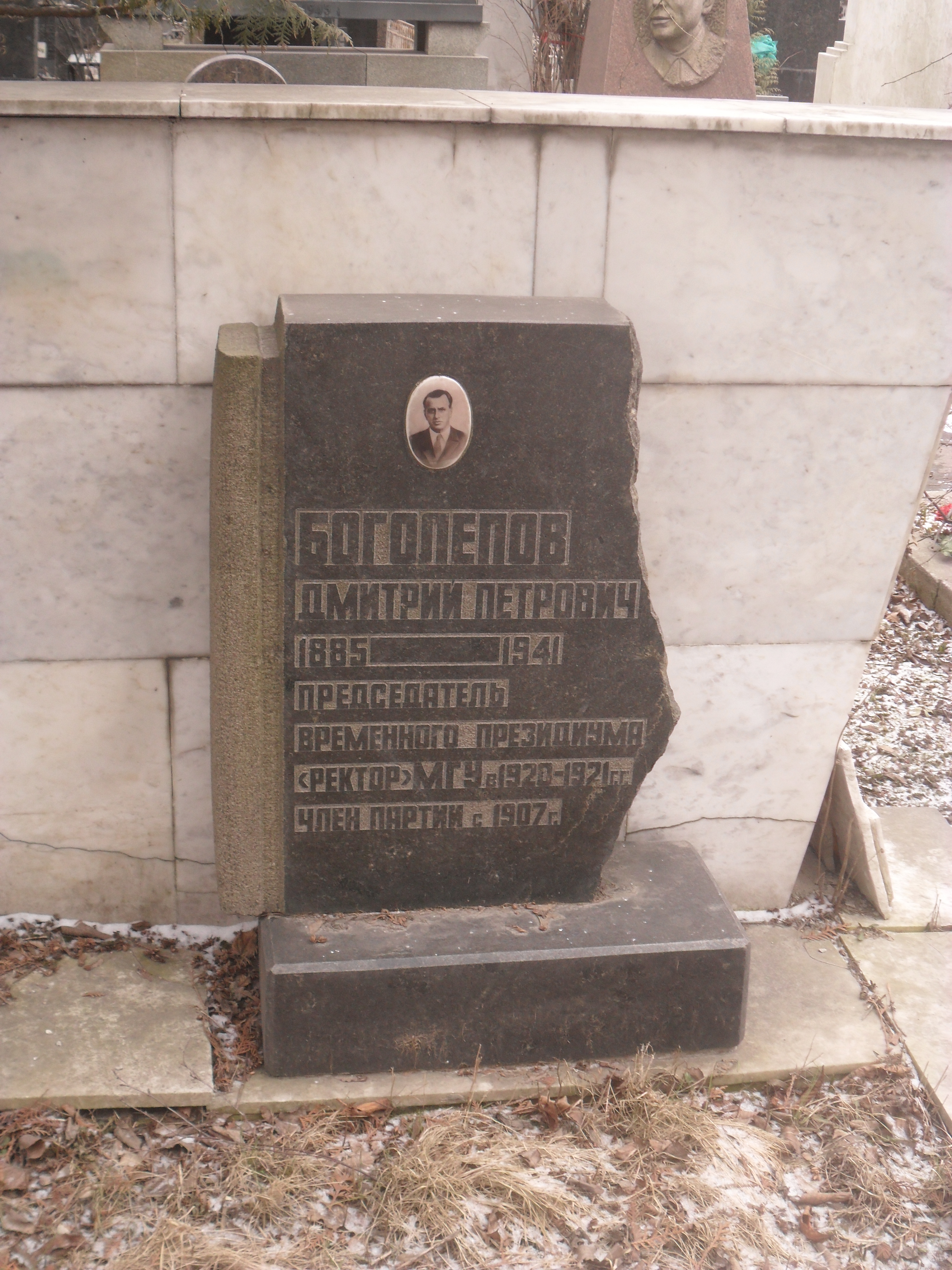
Могила Боголепова на Новодевичьем кладбище Москвы

### Научная работа после ректорства
В последующее время до 1931 года он работал профессором МГУ, затем перешёл в Институт советского права, где оставался до 1933 года. В дальнейшем совмещал научную работу в Институте национальностей при ЦИК СССР и в Научно-исследовательском финансовом институте при Наркомфине с педагогической работой в Институте народного хозяйства им. Г. В. Плеханова. Был членом экспертной комиссии ВАК.
Также был первым ректором МФЭИ.
Умер в Москве 8 мая 1941 года. Похоронен на Новодевичьем кладбище.

## Сочинения
- Краткий курс финансовой науки — [Харьков] : Пролетарий, 1925. — 280 с.